# Iraqw
Iraqw, Mbulu o Wambuly. Pueblo de 198.000 individuos según el censo de 1967, concentrado en el distrito de Mbulu de la región de Aushausha, en el centro-norte de Tanzania. Su lengua se considera parte del conjunto del Rift del grupo cusita de la familia afroasiática.
La estructura social indígena de los iraqw se basa en la democracia tribal. La principal institución política es una reunión pública a la que asisten todos los varones adultos cabezas de familia. Durante el período colonial se impuso un sistema de jefes designados. La familia es la unidad de producción y consumo. Hombres y mujeres participan en las tareas agrícolas. La mayoría de las familias cultiva un gran número de productos básicos. Sus cultivos incluyen maíz, batata, frijoles, calabazas, trigo, sorgo, mijo y otros vegetales. La cría de ganado vacuno es otra importante rama de su economía tradicional. El uso de recursos naturales se basa principalmente en la redistribución regular de la tierra entre las unidades domésticas.
Las concepciones religiosas de los iraqw se conectan con la espiritualización de los elementos naturales, como el cielo, así como con algunas ideas abstractas y el culto ritual de su tierra.